# Férfiak, nők és gyerekek
A Férfiak, nők és gyerekek (eredeti cím: Men, Women & Children) 2014-ben bemutatott amerikai dráma-filmvígjáték, amelyet Jason Reitman rendezett Chad Kultgen Men, Women & Children című regénye alapján. A főszerepben Rosemarie DeWitt, Jennifer Garner, Judy Greer, Dean Norris, Adam Sandler, Ansel Elgort, Kaitlyn Dever és Timothée Chalamet látható.
A film világpremierje a 2014-es Torontói Nemzetközi Filmfesztiválon volt 2014. szeptember 6-án. A mozikban 2014. október 1-jén mutatta be a Paramount Pictures. A film negatív véleményeket kapott a kritikusoktól, bevételi szempontból pedig megbukott.

## Cselekmény
Egy csoport középiskolás tinédzser és szüleik megpróbálnak túljutni azon, hogy az internet milyen sokféleképpen változtatta meg kapcsolataikat, kommunikációjukat, önismeretüket és szerelmi életüket.

## Szereplők
- Emma Thompson (hangja) - narrátor
- Rosemarie DeWitt - Helen Truby
- Jennifer Garner - Patricia Beltmeyer
- Judy Greer - Joan Clint
- Dean Norris - Kent Mooney
- Adam Sandler - Don Truby
- Ansel Elgort - Tim Mooney
- Kaitlyn Dever - Brandy Beltmeyer
- J. K. Simmons - Mr. Doss
- David Denman - Jim Vance
- Jason Douglas - Ray Beltmeyer
- Shane Lynch - Angelique
- Dennis Haysbert - Titkos szerető
- Phil LaMarr - pszichiáter
- Olivia Crocicchia - Hannah Clint
- Elena Kampouris - Allison Doss
- Travis Tope - Chris Truby
- Tina Parker - Mrs. Doss
- Will Peltz - Brandon Lender
- Kurt Krakowian - tanár
- Timothée Chalamet - Danny Vance
- AJ gyakornok - futballista